# Brachypelma emilia

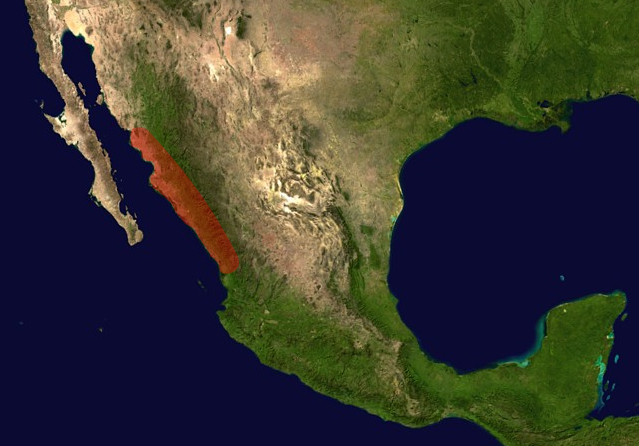
Verbreitung in Mexico

Die Brachypelma emilia (selten auch „Orangebeinvogelspinne“ oder „Rotbein-Vogelspinne“ genannt) ist eine bodenbewohnende Vogelspinne der Unterfamilie Theraphosinae und kommt in den mexikanischen Staaten Durango und Nayarit vor.

## Merkmale
Brachypelma emilia erreicht eine maximale Größe von sechs bis sieben Zentimetern. Die Tarsen der Beine sind schwarz. Die Metatarsen sind ebenfalls schwarz, tragen aber längere orange Haare. Die Tibien sind leuchtend orange. Patellae und Femora sind dann wieder schwarz. Der Carapax ist zweifarbig: Der vordere Teil mit dem Augenhügel ist schwarz und bildet ein schwarzes Dreieck. Auch die Chelizeren sind schwarz. Von der Thoraxgrube bis zum Augenhügel verläuft ein schmaler oranger Streifen. Der hintere Teil ist leuchtend orange, wie die Tibien. Das Abdomen ist schwarz und trägt mehrere orange bis rote Haare. Es erinnert sehr an das Abdomen von Brachypelma vagans. Die Spinnwarzen sind schwarz.

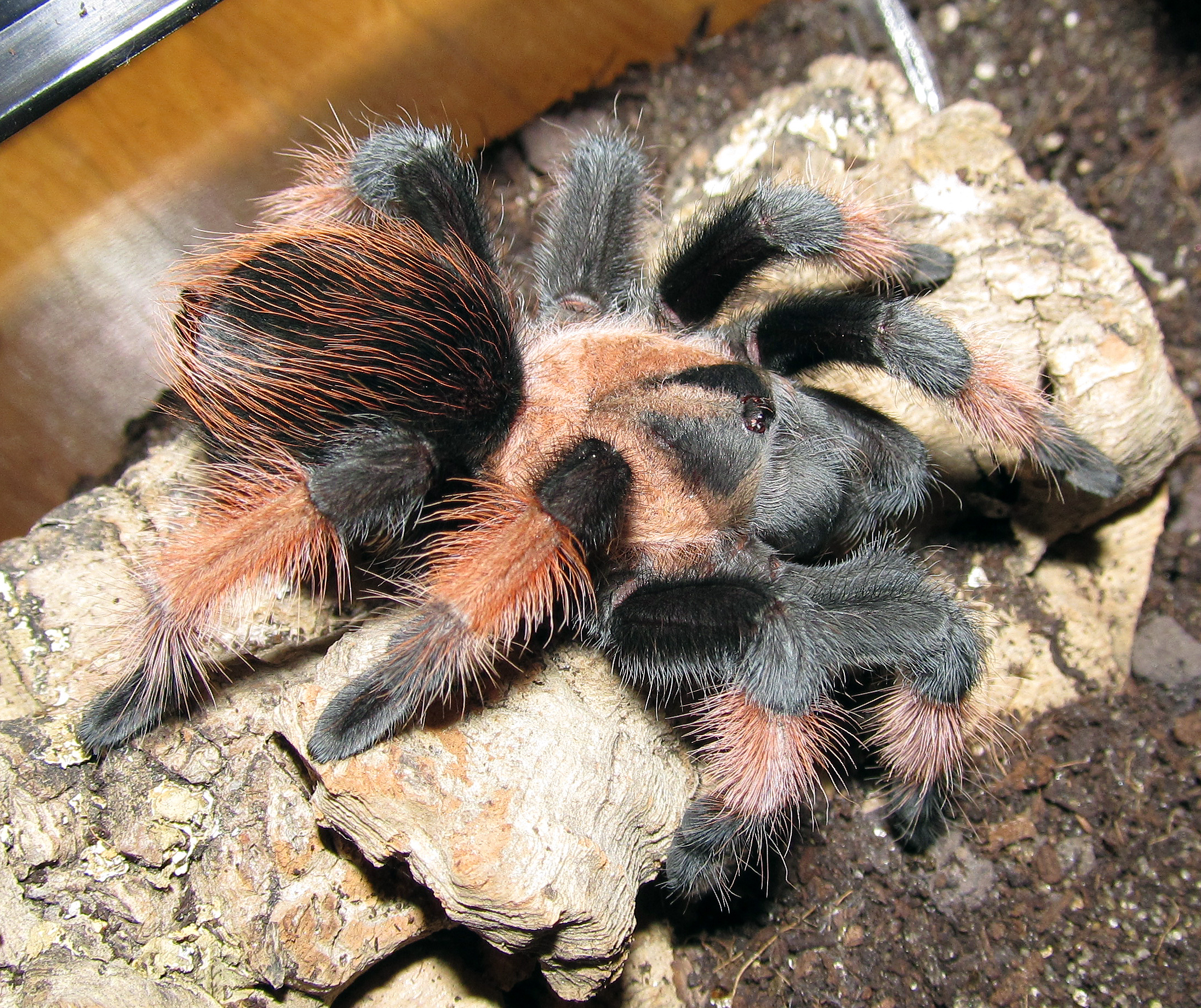
Jugendliches Männchen

## Verhalten und Lebensweise
Brachypelma emilia ist eine sehr ruhige Art, vergleichbar mit Brachypelma smithi. Ihre Bombardierhaare streift sie aber gerne ab, wahrscheinlich auch für die Auskleidung der Wohnhöhlen. So hat sie häufig auf dem Abdomen eine „Glatze“.
Orangebein-Vogelspinnen kommen in steppenartigen Landschaften sowie auf landwirtschaftlich genutzten Flächen vor. Durch Abholzung konnte sich diese Art ausbreiten. Da die Tiere sehr tiefe Höhlen graben und sich auch ausgraben können, kommen sie selbst auf gepflügten Feldern vor. Ebenso überstehen sie deshalb Steppenbrände. Auch in erdbedeckten Mülldeponien wurden die Spinnen gefunden.

## Terraristik
Brachypelma emilia werden in Europa als Anfängerspinnen gehandelt. Zur Haltung benötigt man Trockenterrarium mit Temperaturen am Tage zwischen 26 °C bis 30 °C. Die Züchtung gelingt auch ohne großen Aufwand, weshalb es immer mehr Tiere aus deutscher Zucht gibt. Die Art fällt unter Anhang II des Washingtoner Artenschutzübereinkommens und Anhang B der europäischen Artenschutzverordnung, deshalb wird ein Herkunftsnachweis benötigt. Dieser wird vom Verkäufer ausgestellt. Wildfänge sind wegen des Artenschutzes nicht erhältlich.